# مارتن مولر (مصارع رياضي)
مارتن مولر هو مصارع رياضي سويسري، ولد في 25 يوليو 1966.

## وصلات خارجية
- مارتن مولر على موقع قاعدة بيانات المصارعة الدولية (الإنجليزية)
- مارتن مولر على موقع أوليمبيديا (الإنجليزية)